# Otto Marseus van Schrieck

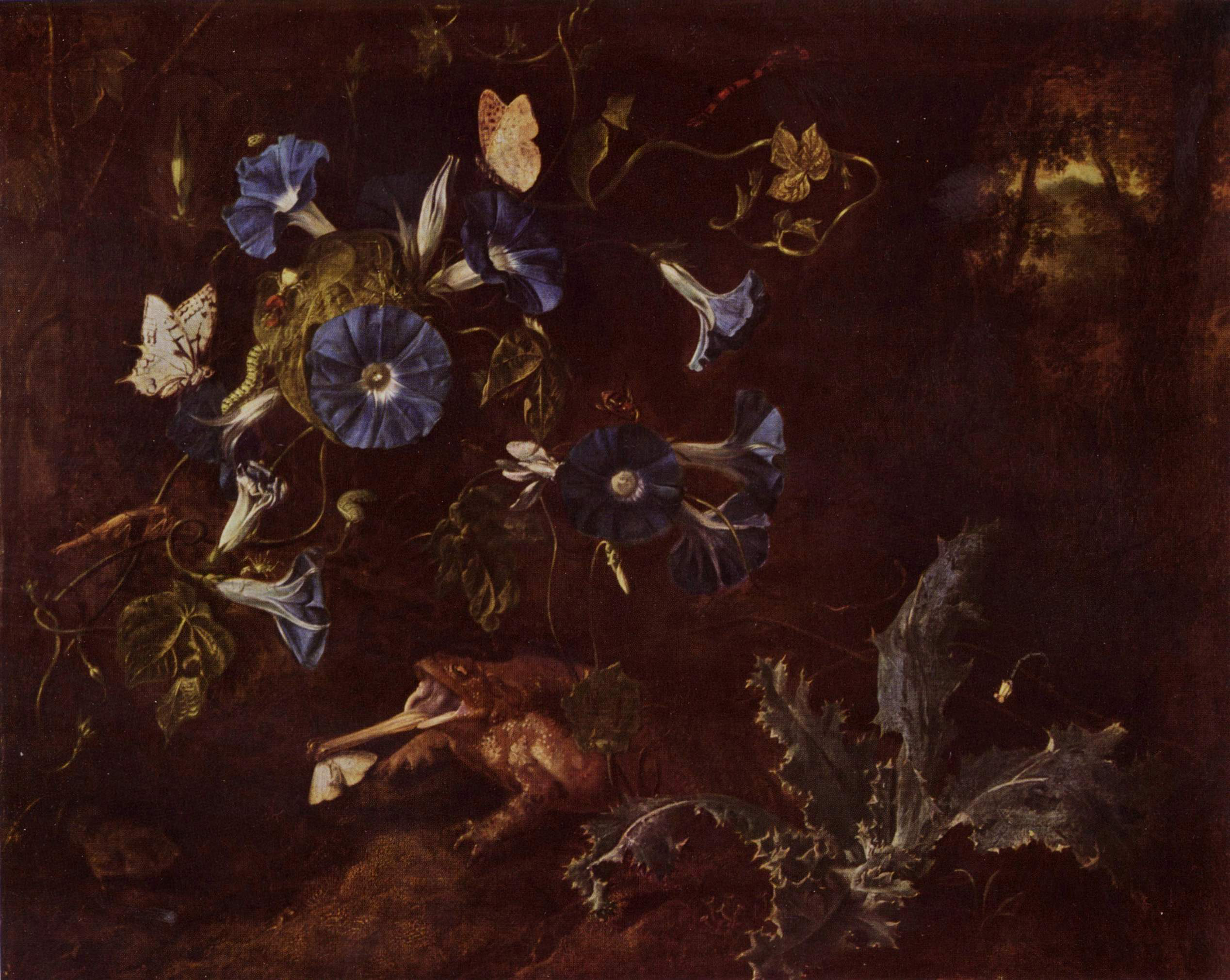
Blaue Winde, Kröte und Insekten, 1660

Otto Marseus van Schrieck (* um 1619/20 in Nijmegen; † 1678 in Amsterdam) war ein holländischer Maler von Stillleben.

## Leben und Werk
Über die Herkunft und Ausbildung von Marseus van Schrieck ist nur wenig bekannt. Vermutlich reiste er nach der niederländischen Tradition erst nach Frankreich und dann 1648, in Begleitung des Malers Mattheus Withoos nach Italien, wo er für den Großherzog der Toskana Ferdinand II. de Medici (vermutlich eher Cosimo III. de Medici, welcher nachweislich Bilder von Van Schrieck erwarb und besaß) tätig war. Dort begegnete er Willem van Aelst, mit dem er bereits zuvor in Paris, am Hofe Anna von Österreichs, der Gattin von Ludwig dem XIII. gearbeitet hatte (zwischen 1643 und 1648) Ab spätestens 1652 war er in Rom tätig und Mitglied der niederländischen Malergilde „Schildersbent“. Hier wurde er unter dem Namen Snuffelaer geführt. Er könnte 1657 mit Willem van Aelst in die Niederlande zurückgekehrt sein, ließ sich jedoch nachweislich spätestens 1663 in Amsterdam nieder. Auch finden Englandaufenthalte kurze Erwähnungen in der Literatur von Houbraken, welche nur vor der Zeit 1649 (also vor dem Tod Karls I.) stattgefunden haben können.
Eine besondere Vorliebe hatte er für farbenprächtige Insekten und Reptilien, die er in Terrarien hielt und gern auf seinen Werken verewigte. Die Suche nach diesem Getier gab ihm den Beinamen „Snuffelaer“ (dt. Schnüffler).
Malte er anfangs vor allem üppige Blumenbouquets, wandte er sich ab den 1660er Jahren vor allem Darstellungen aus der Kleintierwelt zu. Erst diese späten Arbeiten verhalfen ihm zu Ruhm und nachhaltiger Anerkennung. Er gilt als Hauptvertreter des von ihm entwickelten Waldstilllebens (oft als Sottobosco bezeichnet). Diese Bezeichnung wird ihm noch heute nicht zur gänzlichen Zufriedenheit gerecht. So werden seine Werke immer noch mit einer kurzen Beschreibung wie „Blaue Winde, Kröte und Insekten“ in der Kunstgeschichte, sowie bei Ausstellungen tituliert. Auch prägte er Malverfahren wie den Schmetterlingsabdruck.
Das Staatliche Museum Schwerin widmete van Schrieck im Sommer 2017 die Ausstellung Die Menagerie der Medusa. Otto Marseus van Schrieck und die Gelehrten.

## Ausgewählte Werke
- Amsterdam, Rijksmuseum
  - Waldstück mit Schlange, Eidechsen, Schmetterlingen und anderen Insekten
- Berlin, Privatsammlung
  - Blumen in einem Glaspokal, 1658
- Berlin, Jagdschloss Grunewald
  - Stillleben mit Melde, Pilze, Schlange und Schmetterlingen, um 1670
  - Stillleben mit Mohn, Distel, Schmetterlingen, Schlangen und Eidechse, um 1670
- Braunschweig, Herzog Anton Ulrich-Museum
  - Stillleben mit Insekten und Amphibien, 1662
- Cambridge, Fitzwilliam Museum
  - Stillleben mit Blumen, Insekten und Reptilien, 1673
- Göttingen, Kunstsammlung der Universität
  - Stillleben mit Pflanzen, Insekten und Reptilien, 1667
- Paris, Musée National du Louvre
  - Unterholz mit Schmetterlingen und Schlangen, 1670
- Schwerin, Staatliches Museum
  - Stillleben mit blauen Winden, Kröte und Insekten, 1660
  - Stillleben mit Ringelnatter, Eidechse und Schmetterling, 1669
  - Stillleben mit Schlange, Eidechse und Insekten
  - Tierleben in einer Steingrotte
  - Stillleben mit Disteln und Insekten
  - Stillleben mit Faltern und Insekten